# کامیون تاکتیکی تحرک سنگین
کامیون تاکتیکی تحرک سنگین (HEMTT) یک وسیله نقلیه تأمین ارتش ایالات متحده است که در جنگ اول و دوم عراق در مقیاس وسیعی مورد استفاده قرار گرفت و در این نقش جایگزین تعداد زیادی از کامیون‌های قدیمی شد.
شرکت Oshkosh Truck Corporation در ویسکانسین (ایالات متحده آمریکا) از سال ۱۹۸۲ تاکنون تعداد زیادی از ارتش آمریکا را با HEMTT (نام اصلی: کامیون تاکتیکی چند منظوره قابل ارتقا سنگین) تأمین می‌کند.
نام مدل داخلی سری M977 A2 (سری M977 سابق) است. HEMTT یک کامیون چند منظوره قوی ۴ محوره است که در نسخه‌های مختلف ساخته شده و از جنگ‌های خلیج فارس ستون فقرات واحدهای تأمین ارتش بوده‌است.

## نگارخانه

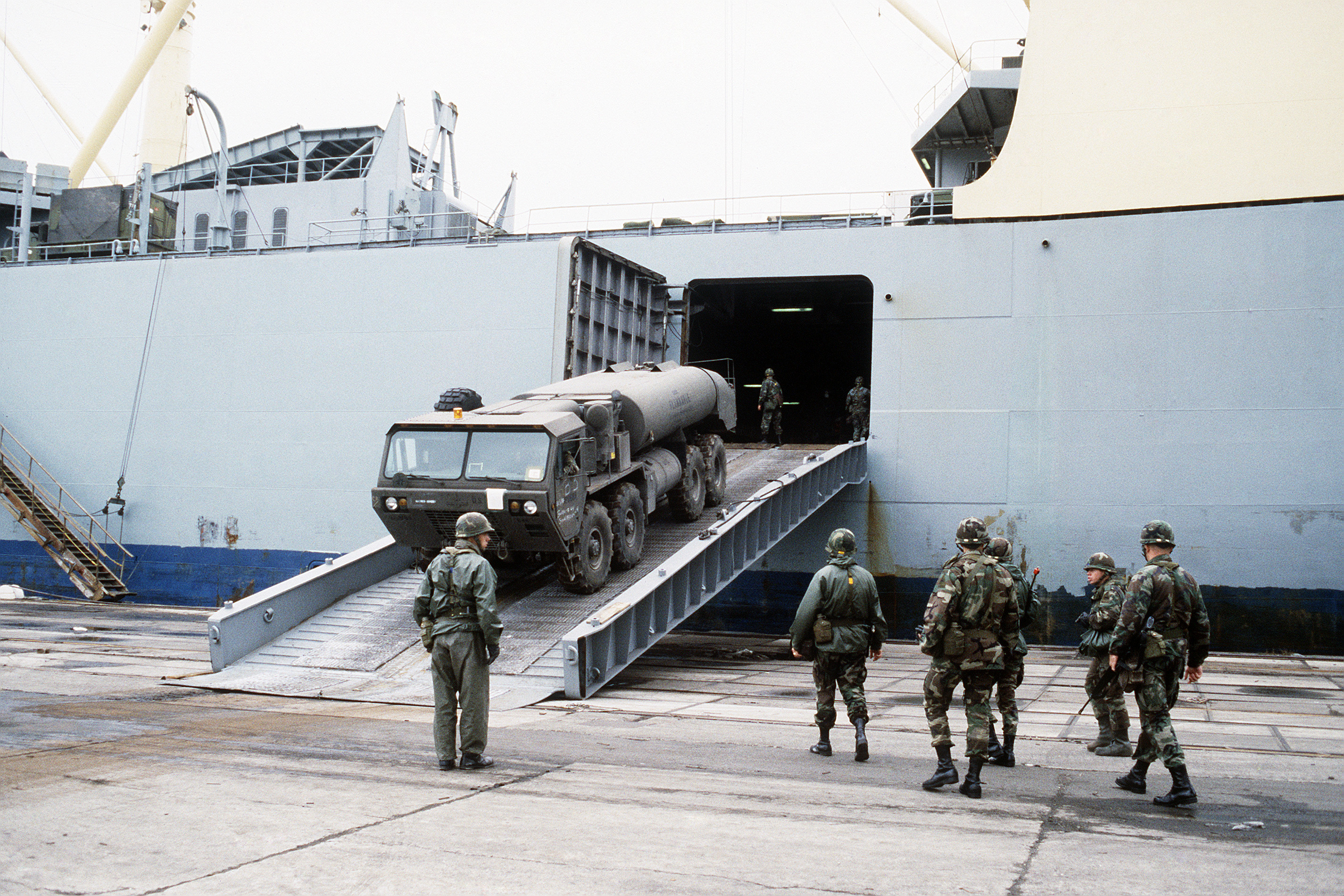
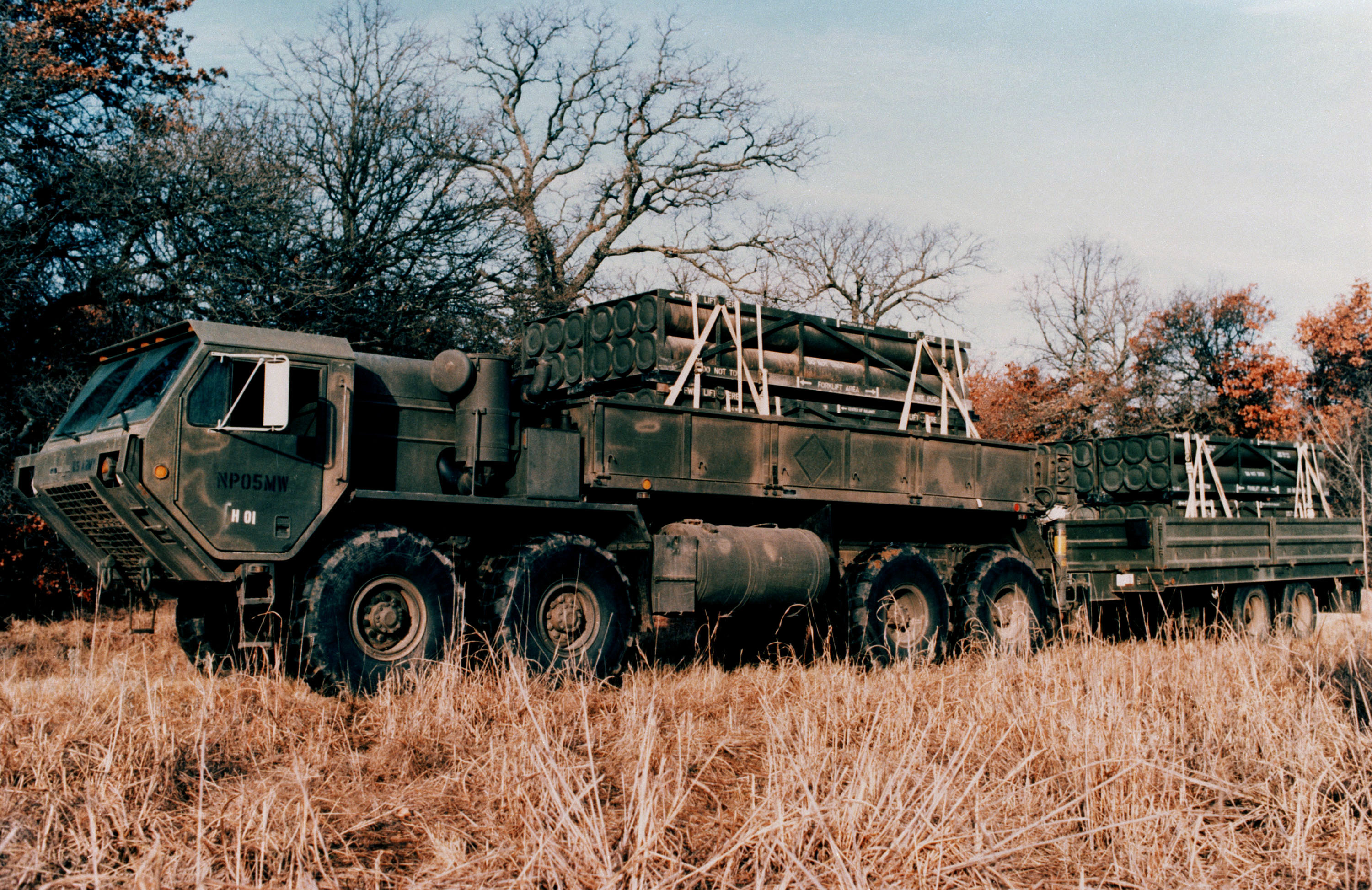
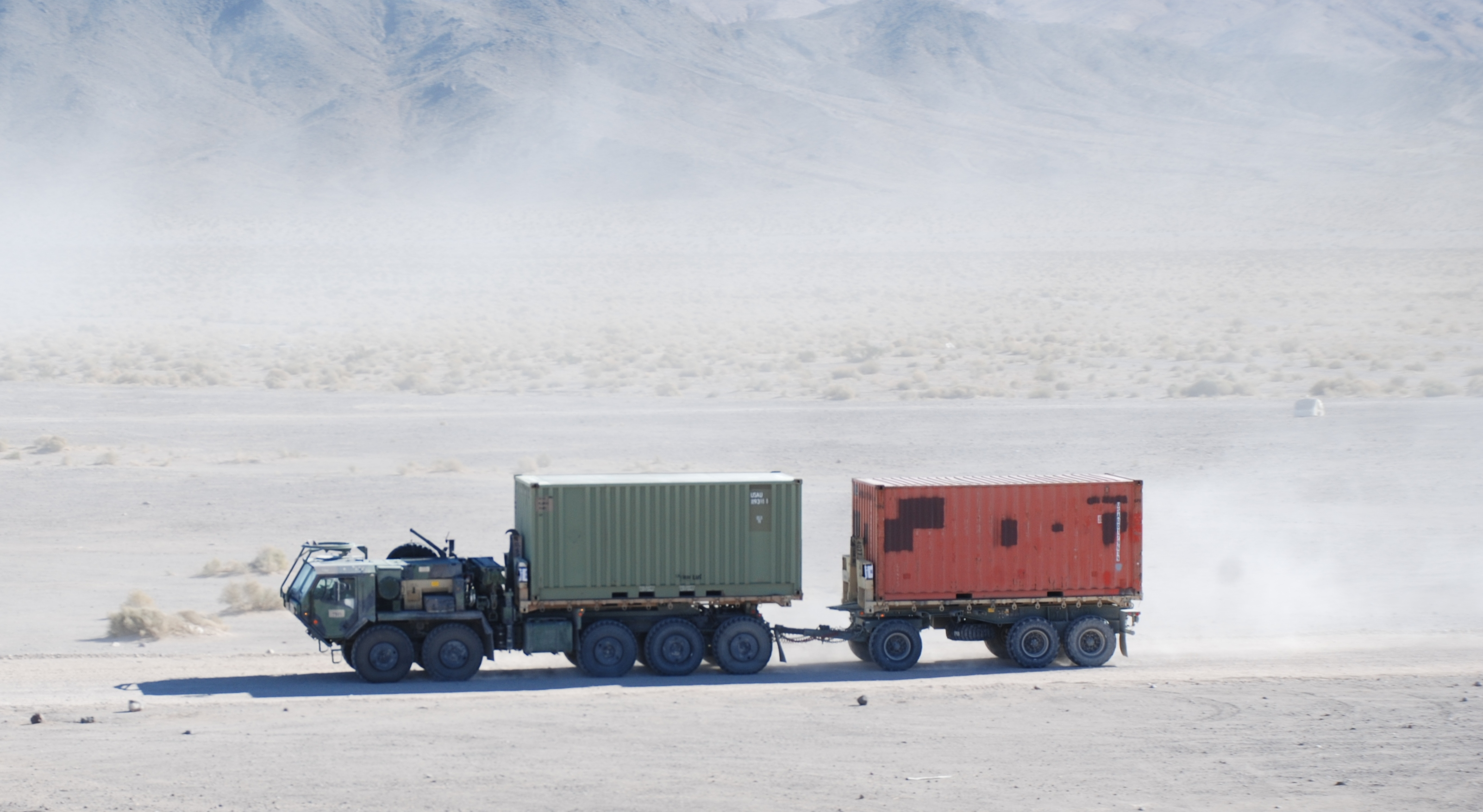
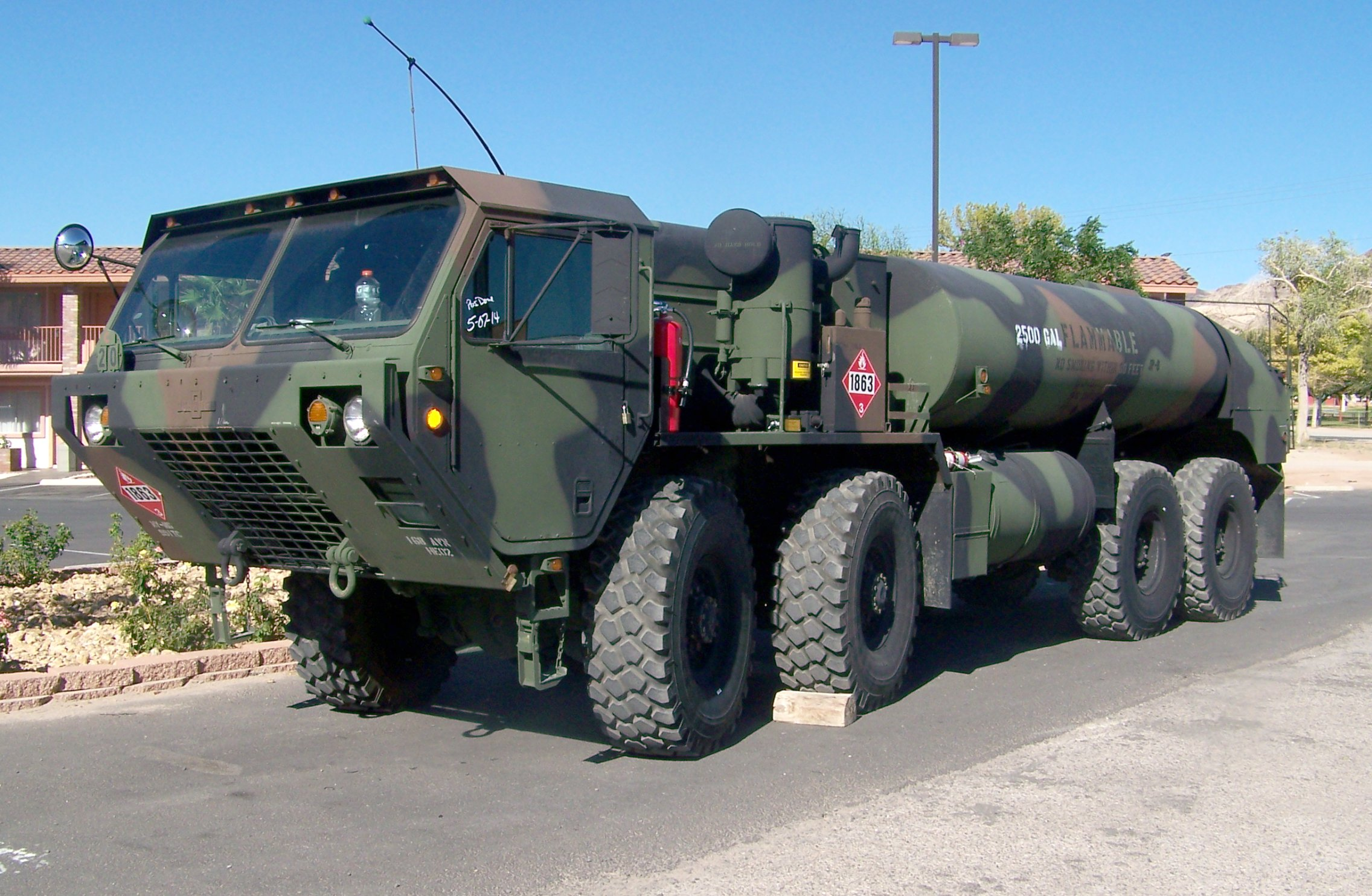

## اطلاعات تکنیکی

### ابعاد
| فاصله بین دو چرخ                                                                   | عرض                | طول                  | نوع  |
| ---------------------------------------------------------------------------------- | ------------------ | -------------------- | ---- |
| ۵٫۳۳ متر (۲۱۰ اینچ)                                                                | ۲٫۴۴ متر (۹۶ اینچ) | ۱۰٫۱۹ متر (۴۰۱ اینچ) | M977 |
|                                                                                    | مثل M977           | مثل M977             | M978 |
| ۴٫۶۰ متر (۱۸۱ اینچ)                                                                | مثل M977           | ۸٫۴۱ متر (۳۳۱ اینچ)  | M983 |
| ۴٫۸۵ متر (۱۹۱ اینچ)                                                                | مثل M977           | ۹٫۵۷ متر (۳۹۲ اینچ)  | M984 |
|                                                                                    | مثل M977           | مثل M977             | M985 |
| ارتفاع انواع آن بسته به ساختار بین ۲٫۵۹ متر (۱۰۲ اینچ) تا ۲٫۸۴ متر (۱۱۲ اینچ) است. |                    |                      |      |

### بدون وزن
| وزن                           | نوع                  |
| ----------------------------- | -------------------- |
| ۱۷٫۶ تن (۳۸۸۰۰ پوند)          | M977 ww (با وینچ)    |
| ۱۷٫۱ تن (۳۷۹۰۰ پوند)          | M977 واو (بدون وینچ) |
| ۱۷٫۳ تن (۳۸۲۰۰ پوند)          | M978 ww              |
| ۱۷٫۰ تن (۳۷۳۰۰ پوند)          | M978 wow             |
| ۱۷٫۸ تن (۳۹۲۰۰ پوند)          | M983 w. crane        |
| ۱۴٫۶ تن (۳۲۲۰۰ پوند)          | M983 wo. Crane       |
| ۲۳٫۱ تن (۵۰۹۰۰ پوند)          | M984                 |
| ۱۸٫۰ تن (۳۹۶۰۰ پوند)          | M985 ww              |
| ۱۷٫۵ تن (۳۸٬۷۰۰ پوند)         | M985 wow             |
| (تبدیل: ۲۲۰۴٫۵۸۵ پوند = ۱ تن) |                      |

## کشورها
- بحرین
- ایالات متحده آمریکا
- مصر
- عراق
- اسرائیل
- یونان
- ترکیه
- تایوان
- مراکش
- عربستان سعودی
- اردن